# 德国六八学运
西德六十年代学生运动是一场于二十世纪五六十年代，在联邦德国（西德）发生的一系列激进的批判与带有复杂政治因素的抗议活动。它是同时期美国国际学运的一部分，受影响于法兰克福学派。学运的首要目标在于人的解放，即带有反权威色彩的对统治关系的反对。这些思想倾向于但明显不同于同时代的社会主义思想体系。其中更广为人知的是对那些从前为第三帝国工作，如今依然身居高位的官僚的反对；以及对五十年代保守且虚伪的性道德的反动。
西德学运与二战后的德国社会紧密相联。相对于当时西方世界的其他学运，在运动的形成、传播与所针对的目标上，它更为独特地批判着那些原属纳粹的行事方式。
抗议起始于1961年，左翼学生联盟遭德国社会民主党开除。本诺·欧内索格的被杀（1967年6月2日）与鲁迪·杜契克的被枪击（1968年5月11日）使运动朝向暴力与极端的地下武装斗争发展，如从七十年代兴起的七二运动与红军旅。但从1969年起，学生运动内部逐渐分裂，派系间的相互倾轧使学运趋于瓦解。是时，随着后物质主义的兴起和1966年以来由在野党构成的大联合政府的掌权，人的解放这一概念在西德社会中发生了转变，学生运动也退变为少数极端激进派的运动。
毋庸置疑的是，这场学生运动（或更具体地说，六八学运）深刻地改变了德国社会。至今时常爆发的对此运动如何评价的争论，部分集中于右翼所要求的，对被这场运动所摧毁的价值的回溯。

## 概述
西方世界（美、法、西欧各邦）及受此学潮影响的土耳其的一系列学生运动在六八学运中达到高潮。学生运动于西德的各所大学中被孕育，其中有两个较知名的团体：颠覆运动和第一公社（1962）。学运从1966/1967兴起，受战后五十年代各思潮的复兴以及缺乏有影响力反对派的大联合政府的影响，同时受到德国社会主义学生联盟（SDS）和议会外在野党（APO）在思想上的指引。1967年6月2日，本诺·欧内索格在反对波斯沙阿穆罕默德-礼萨·巴列维到访的游行中被枪杀。这是对APO而言，学运之所以能够发起的，影响力最大的、具有决定性意义的事件。此事经过街头小报（先于所有报纸）的渲染，极其严重地分化了各新闻报道的立场。
1968年四月11日，学生领袖鲁迪·杜契克遇刺重伤，随后部分西德城市的抗议者以公民战争之名，将部分抗议活动演变为与警察对峙的巷战。此次复活节暴动造成了在慕尼黑的两例死亡，以及整个西德境内大约四百人受伤。杜契克的遇刺及法国五月风暴使原本存在分歧的学运趋向激进。
受六八学运的影响，安德列亚斯·巴德，古德伦·安司林和乌尔丽克·梅茵霍芙共同组建了红军旅。运动的很大一部分随后转变为反对维利·勃兰特领导下的德国社会民主党，随后产生的绿党和以LGBT权利运动为代表的公民平权运动也可视为六八学运的遗产（参见：新社会运动）。环境保护，动物保护，女权运动及对其他陈腐传统的反抗也由此被激发。

## 西德学运的先声

### 反对原子死亡运动和复活节游行
西德学生运动并没有直接的历史渊源。在德意志1848年革命之前一些德国学生致力于议会民主并参加了德意志1848年革命。德国知识分子的大多数属于反对民主和工人运动的政治右翼。
二战后，大部分西德学生不关心政治或处于保守态度。而马歇尔计划，莱茵河奇迹与康拉德·阿登纳政府（德国基督教民主联盟）领导下的联邦德国政府所追求的西方一体化，超越了旨在保持联邦德国中立，追求两德统一的政治立场。1955年，联邦德国开始重新武装，1958年德國聯邦國防軍拥有了核武器。并首次引发了西德议会外的反对运动——反对原子死亡运动。1959年德国社会民主党与德国工会联合会逐渐减少对该组织的支持。由于选举失败，社民党推出了哥德斯堡纲领。在纲领中，社民党放弃了马克思主义的意识形态核心。将目标转向新的选民群体。德国社会主义学生联盟则继续进行他们的反核运动，并与自 1956年以来被西德政府取缔的德国共产党合作。这加剧了与德国社会民主党的冲突，导致1961年德国社会主义学生联盟的分立。
新的全球政治格局体现了北约国家与华约国家之间的系统性冲突，对联邦德国各党派1950年代的反共行为的质疑逐渐增多。反战主义者每年举行的复活节游行和去殖民化运动，民权运动，学生争取民主社会，情境主义国际，英法新左派，向联邦政府施压，同时影响了1963年的颠覆运动。
1950年代的流行文化和消费主义的流行和1960年代初起的社会动荡局势已经触及了所有社会阶层和政治倾向，是造就德国六八运动的先决条件而不仅是其结果。

### “未受审判的纳粹正义”展览与德国社会主义学生联盟的独立
德国社会主义学生联盟成立于1949年，是德国社会民主党下设的青年组织。主要任务是对纳粹主义形成的原因及其罪行进行普及教育。1959年当纳粹罪行的诉讼时效临近时，柏林自由大学的学生团体与德国社会主义学生联盟，德国自由学生会，福音派学生社区合作，于1959年11月27日至1962年2月在联邦德国多地举办了“未受审判的纳粹正义”展览，同时对43名再次任职的纳粹律师提出了刑事指控。他们将其视为对历史的反思。即使展览发起人被社民党开除党籍，展览仍在继续。这被认为是促使学生运动的一个因素。1961年秋天，德国社会民主党高层将德国社会主义学生联盟开除出党。之后，它发展成为推动西德学生运动的主要非党组织。

### 施瓦宾暴动
1950年代，强调休闲的中产青年被父辈贬称为“流氓”,受到管教。1962年6月21日在慕尼黑的施瓦宾区，一群街头音乐家深夜表演，利奥波德大街的居民劝阻无果后报警。引发了一场持续五天的街头斗殴。

## 国际学生运动

### 起始
战后的重建使西欧经济从五十年代初起初展蓬勃，国家社会主义也绝大程度上在德国被取缔。